# Pholetesor masneri
Pholetesor masneri är en stekelart som först beskrevs av Mason 1981.  Pholetesor masneri ingår i släktet Pholetesor och familjen bracksteklar. Inga underarter finns listade i Catalogue of Life.